# Petrofani
Petrofani (griechisch Πετροφάνι, türkisch Esendağ) ist ein Ort und eine Gemeinde im Bezirk Larnaka in Zypern. Bei der letzten amtlichen Volkszählung im Jahr 2021 hatte der Ort 10 Einwohner.

## Lage

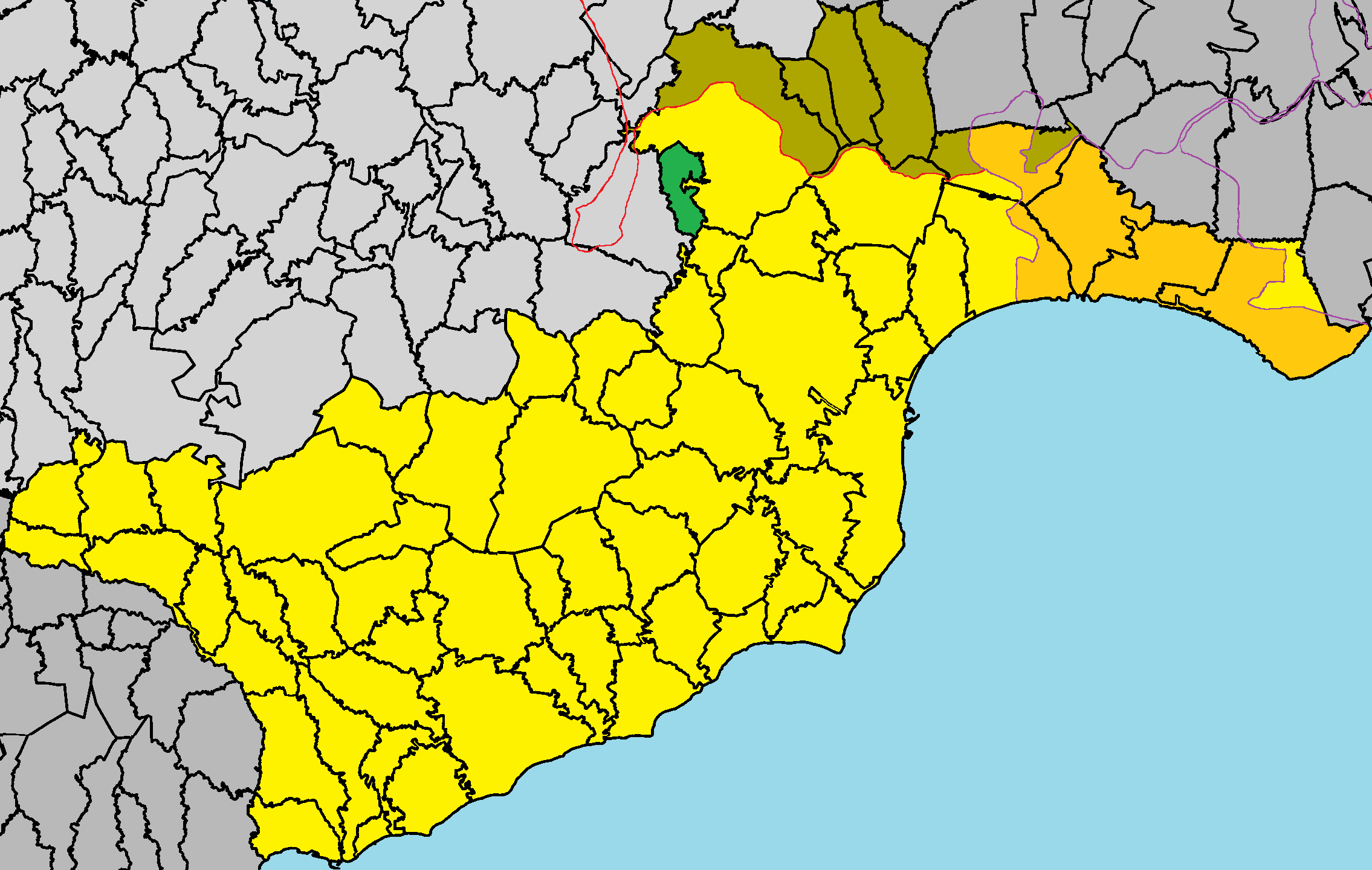
Lage der Gemeinde im Bezirk Larnaka

Petrofani liegt in der östlichen Mitte der Insel Zypern auf 186 Metern Höhe, etwa 19 km südöstlich der Hauptstadt Nikosia, 15 km nordwestlich von Larnaka und 56 km nordöstlich von Limassol.
Der Ort befindet sich etwa 16 km vom Mittelmeer an der Bucht von Larnaka entfernt im Inselinnern. Er liegt in der Pufferzone der UN zur Türkischen Republik Nordzypern.
Orte in der Umgebung sind Athienou im Nordosten, Avdellero im Südosten, der ebenfalls verlassene Ort Goşşi im Süden sowie Louroujina in der Türkischen Republik Nordzypern und Lympia im Südwesten.